# La finta semplice
La finta semplice (deutsche Titel: Die vorgeblich Einfältige, Die verstellte Einfalt, Die Einfältige aus Klugheit, Das schlaue Mädchen oder Die schlaue Heuchlerin), KV 51/46a, ist eine Opera buffa (Originalbezeichnung: „Dramma giocoso“) in drei Akten und fünf Bildern von Wolfgang Amadeus Mozart, die er nach einer Anregung Kaiser Josephs II. im Alter von zwölf Jahren komponierte. Sie wurde wahrscheinlich 1769 in Salzburg uraufgeführt.

## Handlung
Hauptfiguren sind Cassandro und sein naiver jüngerer Bruder Polidoro, die gemeinsam mit dem Nesthäkchen, der jungfräulichen Schwester Giacinta, auf ihrem Landschloss in der Nähe Cremonas ein abgeschiedenes Junggesellendasein führen. Die Brüder beherbergen in ihrem Haus den ungarischen Hauptmann Fracasso und seinen Sergeant Simone. Seit Don Cassandro einmal von einer Frau schlecht behandelt wurde, spielt er den Frauenfeind. Sein ebenfalls unverheirateter Bruder Don Polidoro, der am liebsten jeder Frau nachstellen würde, steht unter der Fuchtel seines Bruders und muss sich ebenfalls von den Frauen fernhalten. Fracasso verliebt sich in Don Cassandros und Don Polidoros Schwester Giacinta, Simone in deren Zofe Ninetta. Der einzige Ausweg, den Weiberfeind dazu zu bewegen, in die Heiratspläne der Schwester einzuwilligen, scheint eine List zu sein: Fracassos kluge Schwester, die Baronin Rosina, gibt sich einfältig und umwirbt gleich beide Brüder. Als sie bemerken, dass sie Rivalen sind, bringt eine weitere List sie so durcheinander, dass Cassandro schließlich der Hochzeit von Giacinta und Fracasso zustimmt.

### Erster Akt
Garten beim Landhaus Cassandros und Polidoros
Szene 1. Giacinta und ihre Zofe Ninetta flirten mit den im Haus einquartierten ungarischen Soldaten Fracasso und Simone (Nr. 1. Quartett: „Bella cosa è far l’amore!“). Sie fürchten, dass das Familienoberhaupt Cassandro, ein erklärter Frauenfeind, mit den Verbindungen nicht einverstanden sein wird. Ninetta hat eine Idee, wie dieses Problem zu lösen sein könnte. Simone klagt über die Schwierigkeiten der Brautwerbung (Nr. 2. Arie Simone: „Troppa briga a prender moglie“).
Szene 2. Ninetta macht sich bereit, ihren Plan umzusetzen. Giacinta und Fracasso unterhalten sich über ihre Erfolgsaussichten. Giacinta wünscht sich einen Mann, der ihr keine Probleme bereitet (Nr. 3. Arie Giacinta: „Marito io vorrei, ma senza fatica“).
Szene 3. Fracasso findet Giacintas Einstellung im Vergleich zu seiner eigenen sehr kühl. Cassandro bekräftigt seinen Willen, unverheiratet zu bleiben (Nr. 4. Arie Cassandro: „Non c’è al mondo altro che donne“). Fracasso meint, wenn Cassandro seine in Kürze erwartete Schwester Rosina kennen würde, würde er wohl anders reden. Als Cassandro sich selbst mit einem Orlando vergleicht, entgegnet Fracasso, dass dieser aus Liebe verrückt geworden sei. Auch Cassandro werde der Liebe zum Opfer fallen (Nr. 5. Arie Fracasso: „Guarda la donna in viso“).
Zimmer im Landhaus
Szene 4. Fracassos Schwester Rosina ist inzwischen eingetroffen. Sie soll die zentrale Rolle in Ninettas Plan spielen. In ihrer Auftrittsarie bemerkt sie, dass die meisten Menschen von der Liebe reden, ohne mit dem Herzen dabei zu sein. Sie selbst sei da ganz anders (Nr. 6. Arie Rosina: „Colla bocca, e non col core“). Ihre Aufgabe besteht darin, beide Brüder zugleich in sie verliebt und damit erpressbar machen. Mit Polidoro hat sie leichtes Spiel: Er will sie sogleich heiraten. Damit alles seine Ordnung hat, verlangt sie von ihm ein Geschenk und seine Unterschrift unter einem Werbebrief mit Eheversprechen, das Ninetta aufsetzen wird.
Szene 5. Als Polidoro seinem Bruder erzählt, dass die schöne Rosina sich in ihn verliebt habe, hält Cassandro sie für eine Närrin. Er fordert Polidoro auf, das Mädchen zu vergessen. Polidoro fragt sich, warum er von Frauen so fasziniert ist (Nr. 7. Arie Polidoro: „Cosa ha mai la donna indosso“).
Szene 6. Cassandro ist stolz auf seine unnachgiebige Haltung gegenüber den Frauen. Als er Rosina begegnet, will er ihre Intelligenz auf die Probe stellen. Rosina beantwortet alle seine Fragen mit gespielter Dummheit, behauptet aber, sich in der Liebe auszukennen und schmeichelt ihm. Er entflammt allmählich für sie. Doch als sie ihn als Liebesbeweis um seinen wertvollen Ring bittet, besinnt er sich eines anderen und bleibt standhaft (Nr. 8. Arie Cassandro: „Ella vuole ed io torrei“).
Szene 7. Rosina erzählt Fracasso und Ninetta von ihren Fortschritten. Sie ist sich noch unsicher, welchen der beiden Brüder sie letztlich heiraten will (Nr. 9. Arie Rosina: „Senti l’eco ove t’agiri“).
Szene 8. Polidoro schickt Fracasso hinaus und erhält von Ninetta den zu unterschreibenden Werbebrief (Nr. 10. Arie Ninetta: „Chi mi vuol bene“).
Szene 9. In Gegenwart Fracassos und Ninettas will Polidoro Rosina sein Geschenk und den Werbebrief überreichen (Nr. 11. Finale: „Dove avete la creanza?“). Rosina und Fracasso reagieren zutiefst empört und zwingen Polidoro, sie auf den Knien um Entschuldigung zu bitten. In diesem Moment kommt sein Bruder Cassandro herein. Rosina behauptet nun, der Liebesbrief sei für ihn, Cassandro, bestimmt. Während Cassandro den Brief liest, versucht Polidoro, Rosina sein Geschenk zu geben. Sie wendet sich aber an Cassandro und erklärt diesem, dass sein Bruder ihr seine Geldbörse gegeben habe, um ihre Zustimmung zur Hochzeit zu erhalten. Anschließend überredet sie Cassandro, ihr seinen Ring für eine Weile zu leihen, und verabschiedet sich. Aus Sorge um seinen Ring lädt Cassandro alle zum Essen ein.

### Zweiter Akt
Loggia im Landhaus Cassandros
Szene 1. Ninetta und Simone, die am Mahl ihrer Herren nicht teilnehmen dürfen, könnten die Zeit für ein Rendezvous nutzen. Zu Ninettas Enttäuschung denkt Simone jedoch nur ans Essen (Nr. 12. Arie Ninetta: „Un marito, donne care“).
Szene 2. Giacinta bittet Simone um Hilfe: Fracasso und der angetrunkene Cassandro seien in so heftigen Streit geraten, dass Fracasso abreisen wolle. Simone soll zwischen den beiden vermitteln, hofft aber insgeheim auf eine Schlägerei (Nr. 13. Arie Simone: „Con certe persone vuol esser bastone“).
Szene 3. Polidoro erzählt Giacinta von seiner Zuversicht, Rosina bald heiraten zu können und mit ihr einen Sohn zu zeugen. Giacinta hat ihre eigenen Vorstellungen von der Ehe (Nr. 14. Arie Giacinta: „Se a maritarmi arrivo“).
Szene 4. Ninetta teilt Polidoro mit, dass die Baronin ihn sehen wolle. Polidoro bittet sie, mitzukommen.
Saal mit Stühlen und Leuchtern, Nacht
Szene 5. Rosina will von den „umherfliegenden Liebesgöttern“ nicht behelligt werden (Nr. 15. Arie Rosina: „Amoretti, che ascosi qui siete“). Als Polidoro und Ninetta eintreffen, teilt sie ihnen mit, dass ein weiterer Verehrer eingetroffen sei, der auf die schönste französische Weise um sie werben wolle. Sie fordert Polidoro auf, ihr seine eigenen Fähigkeiten vorzuführen: Er muss mit einem Kerzenleuchter in der Hand umherwandern.
Szene 6. Nun trifft der immer noch betrunkene Cassandro ein (Nr. 16. Arie Cassandro: „Ubriaco non son io“). Die beiden Brüder stellen fest, dass sie dieselbe Frau umwerben. Polidoro verlässt empört den Raum (Nr. 17. Arie Polidoro: „Sposa cara, sposa bella“).
Szene 7. Rosina muss sich nun Cassandros erwehren, der ihr vorwirft, seinen Ring gestohlen zu haben. Sie fordert ihn auf, nur noch mit Gesten zu reden. Dabei schläft Cassandro ein. Um ihn weiter zu verwirren, steckt sie ihm unbemerkt den Ring an den Finger (Nr. 18. Arie Rosina: „Ho seintito a dir da tutte“).
Szene 8. Cassandro, der noch nicht bemerkt hat, dass der Ring wieder in seinem Besitz ist, trifft auf Fracasso und beschuldigt dessen Schwester des Diebstahls. Sie geraten in Streit und bekämpfen sich schließlich mit Schwertern (Nr. 19. Duett Fracasso, Cassandro: „Cospetton, cospettonaccio!“).
Szene 9. Als Rosina hinzukommt, beendet Cassandro den Streit und zieht sich zurück.
Szene 10. Für Fracasso und Rosina läuft alles nach Plan. Fracasso würde die Eifersucht zwischen den Brüdern gern noch etwas anheizen, doch Rosina hat bereits Gefühle für Cassandro entwickelt.
Szene 11. Fracasso und Simone überlegen, mit den Frauen zu fliehen. Ninetta wäre bereit, mitzukommen. Sie glaubt jedoch, dass ihre Herrin zu große Angst vor ihren Brüdern hat. Fracasso lässt sich von ihr versichern, dass Giacinta ihn liebe (Nr. 20. Arie Fracasso: „In voi, belle, è leggiadria“).
Szene 12. Ninetta und Simone wollen sich vorsichtshalber bereithalten und auch Giacinta vorwarnen. Simone geht, als sich die anderen nähern.
Szene 13. Cassandro verprügelt seinen Bruder Polidoro (Nr. 21. Finale: „T’ho detto, buffone“). Rosina gibt vor, abzureisen. Fracasso berichtet, dass Giacinta mit dem Geld der Brüder verschwunden sei. Ninetta zieht sich ebenfalls zurück. Während die Brüder noch überlegen, was sie tun könnten, erscheint Simone mit der Nachricht, dass Ninetta den Rest ihres Besitzes gestohlen habe. Polidoro und Cassandro versprechen den beiden Soldaten, dass sie die Flüchtigen heiraten dürfen, wenn sie sie finden sollten.

### Dritter Akt
Zum Landhaus führende Straße
Szene 1. Simone überredet Ninetta, zum Landhaus zurückzukehren und zu heiraten (Nr. 22. Arie Simone: „Vieni, vieni, oh mia Ninetta“). Ninetta ist einverstanden (Nr. 23. Arie Ninetta: „Sono in amore, voglio marito“).
Szene 2. Giacinta ist auf ihrer Flucht inzwischen der Verzweiflung nahe (Nr. 24. Arie Giacinta: „Che scompiglio, che flagello“), doch Fracasso macht ihr neuen Mut (Nr. 25. Arie Fracasso: „Nelle guerre d’amore non val sempre il valore“).
Szene 3. Rosina teilt Cassandro mit, dass sie sich für „den Schöneren“ von ihnen entschieden habe. Doch noch will sie ihre Wahl nicht bekanntgeben. Als sie Polidoro kommen sieht, bittet sie Cassandro, sich zu verbergen.
Szene 4. Polidoro bittet Rosina noch einmal, seine Frau zu werden. Als sie darauf beharrt, dass er die Erlaubnis seines Bruders benötige, bittet Polidoro sie, diese selbst einzuholen. Er versucht, ihre Hand zu ergreifen – doch Rosina reicht sie seinem Bruder, der inzwischen sein Versteck verlassen hat (Nr. 26. Finale: „Se le pupille io giro“). Damit ist klar, dass sie Cassandro heiraten wird.
Szene 5. Nun kommen die beiden anderen Paare hinzu. Cassandro kann Fracasso die Hand seiner Schwester nicht länger verweigern. Die „unschuldige List“ wird vergeben. Nur Polidoro bleibt vorerst allein.

## Gestaltung
Das Libretto, dessen ursprüngliche Fassung von Carlo Goldoni stammt, gehört nicht zu dessen besten Werken. Einziges Thema ist der Heiratswunsch sämtlicher Personen, und auch die Intrige mit der Finte Rosinas bietet nur wenig Potenzial für eine tragfähige Handlung. Anstelle einer dramatischen Entwicklung gibt es eine Abfolge amüsanter Episoden mit den typischen zeitgenössischen Komödien-Elementen. Der Streit liebende Hauptmann Fracasso (deutsch: „Lärm“) ist dem Capitano der Commedia dell’arte nachgebildet, der wiederum auf dem Miles Gloriosus der Antike basiert. Die Gestalt des Pantalone findet sich gleich doppelt in den beiden Brüdern. Auch das übliche Dienerpaar mit dem listenreichen Zimmermädchen und dem immer hungrigen Pagen wird eingesetzt. Der Bearbeiter Coltellini veränderte den Text nur geringfügig. Er baute vor allem den dritten Akt zu einem effektvolleren Finale um. Cassandros Arie „Ella vuole ed io torrei“ (I.6) ist eine Neudichtung, die sich direkter auf die Handlung bezieht als die ursprüngliche Arie. In der achten Szene des zweiten Akts kürzte Coltellini das Rezitativ und tauschte die Arie gegen das Duett „Cospetton, cospettonaccio!“ aus. Das Rezitativ der 10. Szene kürzte er ebenfalls. Neu im dritten Akt sind Simones Arie „Vieni, vieni, oh mia Ninetta“ (Nr. 22) und das anschließende Rezitativ (III.1) sowie Giacintas Arie „Che scompiglio, che flagello“ (III.2). Die Szenen drei bis fünf stellte er um, erweiterte sie und ersetzte die letzten Verse.
Am differenziertesten gestaltet sind sowohl im Libretto als auch besonders in Mozarts Vertonung die gesellschaftlich am höchsten stehenden Personen Rosina und Fracasso. Ihre Arien stehen teilweise (Nummern 5 und 25) in Da-capo-Form und verweisen wie auch die „Amoretti“-Cavatine Rosinas (Nr. 15) auf die ernstere Opera seria. Von besonderer Wirkung sind die Pantomime Rosinas und Cassandros (Accompagnato in Szene II.7) und die Duellszene von Fracasso und Cassandro (Duett Nr. 19). Obwohl Mozart mit zwölf Jahren noch nicht seine spätere Reife erreicht, zeigt sich in seiner Musik bereits „etwas Neues und vor allem Frisches“ im Vergleich mit anderen typischen Opern seiner Zeitgenossen. Die Melodien sind größtenteils liedhaft gehalten. Instrumentation und Satztechnik zeigen bereits fortgeschrittene Fähigkeiten. Die Finalsätze sind noch verhältnismäßig schlicht strukturiert, und es gibt nur wenige Ensemble-Sätze.

### Orchester
Die Orchesterbesetzung der Oper enthält die folgenden Instrumente:
- Holzbläser: zwei Flöten, zwei Oboen (auch Englischhörner), zwei Fagotte
- Blechbläser: zwei Hörner (auch „corni da caccia“)
- Streicher
- Basso continuo in den Rezitativen: Cembalo, Violoncello

### Musiknummern
Außer der Sinfonia, für die Mozart seine Sinfonie D-Dur KV 45 umarbeitete, gibt es insgesamt 26 Musiknummern mit verbindenden Secco- oder Accompagnato-Rezitativen. Die Oper enthält 21 Arien, ein Duett und eine als Quartett gestaltete Einleitung. Polidoros Arie Nr. 7 („Cosa ha mai la donna indosso“) entnahm Mozart in gekürzter Form seinem geistlichen Singspiel Die Schuldigkeit des ersten Gebots. Dort trägt sie den Namen „Manches Übel will zuweilen“ und wird vom Christgeist gesungen.
Die Abfolge der Musikstücke ist folgendermaßen:
Sinfonia
- Molto allegro (D-Dur)
- Andante (G-Dur)
- Molto allegro (D-Dur)

Erster Akt
- Nr. 1. Chor/Quartett (Ninetta, Giacinta, Fracasso, Simone): „Bella cosa è far l’amore!“ (Szene 1)
- Rezitativ (Giacinta, ninetta, Fracasso, Simone): „Ritiriamoci, amici“ (Szene 1)
- Nr. 2. Arie (Simone): „Troppa briga a prender moglie“ (Szene 1)
- Rezitativ (Ninetta, Fracasso, Giacinta): „L’un de’ patroni è alzato“ (Szene 2)
- Nr. 3. Arie (Giacinta): „Marito io vorrei, ma senza fatica“ (Szene 2)
- Rezitativ (Fracasso): „Oh, starem male insieme“ (Szene 3)
- Nr. 4. Arie (Cassandro): „Non c’è al mondo altro che donne“ (Szene 3)
- Rezitativ (Fracasso, Cassandro): „Con chi l’ha Don Cassandro?“ (Szene 3)
- Nr. 5. Arie (Fracasso): „Guarda la donna in viso“ (Szene 3)
- Rezitativ (Cassandro): „Eh! ben ben, ci vedremo“ (Szene 3)
- Nr. 6. Arie (Rosina): „Colla bocca, e non col core“ (Szene 4)
- Rezitativ (Ninetta, Rosina, Polidoro): „Sicchè m’avete inteso?“ (Szene 4)
- Rezitativ (Polidoro, Cassandro): „Oh, prendo da vero“ (Szene 5)
- Nr. 7. Arie (Polidoro): „Cosa ha mai la donna indosso“ (Szene 5)
- Rezitativ (Cassandro, Rosina): „Grand’uomo che son io“ (Szene 6)
- Nr. 8. Arie (Cassandro): „Ella vuole ed io torrei“ (Szene 6)
- Rezitativ (Fracasso, Rosina, Ninetta): „Eh ben, sorella mia?“ (Szene 7)
- Nr. 9. Arie (Rosina): „Senti l’eco ove t’agiri“ (Szene 7)
- Rezitativ (Polidoro, Ninetta, Fracasso): „Ninetta. – Che volete?“ (Szene 8)
- Nr. 10. Arie (Ninetta): „Chi mi vuol bene“ (Szene 8)
- Rezitativ (Polidoro): „Adesso è fatto tutto“ (Szene 9)
- Nr. 11. Finale (Rosina, Ninetta, Giacinta, Polidoro, Fracasso, Cassandro, Simone): „Dove avete la creanza?“ (Szene 9)

Zweiter Akt
- Rezitativ (Ninetta, Simone): „Sono i padroni miei a pranzo ancor“ (Szene 1)
- Nr. 12. Arie (Ninetta): „Un marito, donne care“ (Szene 1)
- Rezitativ (Simione, Giacinta): „Eh quando sia mia sposa“ (Szene 2)
- Nr. 13. Arie (Simone): „Con certe persone vuol esser bastone“ (Szene 2)
- Rezitativ (Giacinta, Polidoro): „Non mi marito più“ (Szene 3)
- Nr. 14. Arie (Giacinta): „Se a maritarmi arrivo“ (Szene 3)
- Rezitativ (Polidoro, Ninetta): „Quando avrò moglie anch’io“ (Szene 4)
- Nr. 15. Arie (Rosina): „Amoretti, che ascosi qui siete“ (Szene 5)
- Rezitativ (Polidoro, Rosina, Ninetta): „Madama, è fatto tutto“ (Szene 5)
- Nr. 16. Arie (Cassandro): „Ubriaco non son io“ (Szene 6)
- Rezitativ (Rosina, Cassandro, Polidoro): „L’ha conn’anello ancora“ (Szene 6)
- Nr. 17. Arie (Polidoro): „Sposa cara, sposa bella“ (Szene 6)
- Rezitativ (Cassandro, Rosina): „L’ho fatta grossa assai“ (Szene 7)
- Rezitativ [Pantomime] (Rosina, Cassandro): „Me ne vo’ prender spasso“ (Szene 7)
- Rezitativ (Rosina, Cassandro): „Ehi… dormite, signore?“ (Szene 7)
- Nr. 18. Arie (Rosina): „Ho seintito a dir da tutte“ (Szene 7)
- Rezitativ (Cassandro, Fracasso): „Sciocca è la Baronessa“ (Szene 8)
- Nr. 19. Duett (Fracasso, Cassandro): „Cospetton, cospettonaccio!“ (Szene 8)
- Rezitativ (Rosina, [Fracasso], Cassandro): „Dove andate, signore?“ (Szene 9)
- Rezitativ (Rosina, Fracasso): „Siam quasi in porto adesso“ (Szene 10)
- Rezitativ (Fracasso, Simone, Ninetta): „Vieni a tempo, Simone“ (Szene 11)
- Nr. 20. Arie (Fracasso): „In voi, belle, è leggiadria“ (Szene 11)
- Rezitativ (Ninetta, Simone): „Come anderà, Simone“ (Szene 12)
- Nr. 21. Finale (Rosina, Ninetta, Polidoro, Fracasso, Cassandro, Simone): „T’ho detto, buffone“ (Szene 13)

Dritter Akt
- Nr. 22. Arie (Simone): „Vieni, vieni, oh mia Ninetta“ (Szene 1)
- Rezitativ (Ninetta, Simone): „Io non ho gran pauro“ (Szene 1)
- Nr. 23. Arie (Ninetta): „Sono in amore, voglio marito“ (Szene 1)
- Nr. 24. Arie (Giacinta): „Che scompiglio, che flagello“ (Szene 2)
- Rezitativ (Fracasso, Giacinta): „Che smorfie, che paura!“ (Szene 2)
- Nr. 25. Arie (Fracasso): „Nelle guerre d’amore non val sempre il valore“ (Szene 2)
- Rezitativ (Cassandro, Rosina): „E così, Baronessa?“ (Szene 3)
- Rezitativ (Polidoro, Rosina): „Eh ben, quando facciamo queste nozze, signora?“ (Szene 4)
- Nr. 26. Finale (Rosina, Ninetta, Giacinta, Polidoro, Fracasso, Cassandro, Simone): „Se le pupille io giro“ (Szene 4)

## Werkgeschichte
Der Text zu Mozarts früher Oper La finta semplice stammt von Marco Coltellini, der dazu ein Libretto Carlo Goldonis für das gleichnamige „Dramma giocoso“ (Venedig 1764) von Salvatore Perillo überarbeitete. Letzteres wiederum basiert auf der „comédie en prose“ La fausse Agnès ou Le poète campagnard (1736) von Philippe Destouches.
Die Entstehung des Werks lässt sich ausschließlich aus Dokumenten seines Vaters Leopold Mozart nachvollziehen, dessen Darstellung naturgemäß nicht als neutral anzusehen ist. Demnach regte Kaiser Joseph II. bei einer Audienz am 19. Januar 1768 an, dass der noch nicht zwölfjährige Mozart eine Oper komponieren und selbst dirigieren sollte. Kurz darauf wurde ein Vertrag mit Giuseppe Afflisio, dem Pächter der Wiener Theater, abgeschlossen, der wahrscheinlich auch das Libretto festlegte. Mozart stellte die Komposition wohl schon im Sommer desselben Jahres fertig und probte auch bereits mit den Sängern. Unter anderem stellte er das komplette Werk „am Clavier“ beim Baron von Swieten vor. Die geplante Aufführung wurde von Afflisio, der finanzielle Probleme hatte, jedoch erst hinausgezögert und schließlich ganz abgesagt. Leopold Mozart beschwerte sich darüber am 21. September in einem detaillierten Bericht beim Kaiser. Bereits am 29. Juni hatte Leopold über Intrigen des Librettisten Coltellini und verschiedener Komponisten, darunter Christoph Willibald Gluck, spekuliert, die auch die Sänger gegen das Werk aufgebracht hätten. Auch seien Zweifel an der Authentizität geäußert worden: Das Werk stamme in Wirklichkeit nicht von Wolfgang Amadeus, sondern von seinem Vater. Für die Aufführung waren die damals besten Sänger Wiens vorgesehen: Filippo Laschi (Fracasso), Clementina Poggi (Rosina), Theresia Eberhardi (Giacinta), Antonia Bernasconi (Ninetta), Gioacchino Garibaldi (Don Polidoro), Francesco Carattoli (Don Cassandro) und Domenico Poggi (Simone).
1977 entdeckte Rudolph Angermüller ein in Salzburg herausgegebenes und mit der Jahresangabe 1769 versehenes Libretto. Es enthält den Hinweis, dass Mozart die Musik im Alter von zwölf Jahren komponierte. Das deutet darauf hin, dass es eine Aufführung vor seinem Geburtstag am 27. Januar 1769, also in der Karnevalssaison 1768/1769, gegeben haben könnte. Als Auftraggeber wurde der Fürsterzbischof Sigismund von Schrattenbach genannt. Auch die Besetzung wurde angegeben. Demnach sangen Joseph Meißner (Fracasso), Maria Magdalena Lipp (Rosina), Maria Anna Braunhofer (Giacinta), Maria Anna Fesemayr (Ninetta), Franz Anton Spitzeder (Polidoro), Joseph Hornung (Cassandro) und Felix Winter (Simone). In der Literatur wird verschiedentlich der 1. Mai 1769 als Uraufführungsdatum genannt. Das ist jedoch nicht haltbar. Es gibt keine zeitgenössische Quellen, die eine Aufführung an diesem Tag belegen, und der Fürsterzbischof befand sich an diesem Tag nachweislich nicht in Salzburg.
Die erste gesicherte Aufführung des Werks fand erst 1921 in einer Bearbeitung von Anton Rudolph mit dem Titel Die verstellte Einfalt in Karlsruhe statt. Diese wurde auch 1923 in Kopenhagen (in dänischer Sprache), 1925 in Wien, 1927 in Breslau und 1928 in Prag (unter der Leitung von William Steinberg) gespielt.
1956 wurde anlässlich der Mozartwoche Salzburg eine neue Bearbeitung von Bernhard Paumgartner mit dem Titel Das schlaue Mädchen gezeigt (Dirigent: Paumgartner, Regie: Géza Rech), die auch 1959 in Ludwigsburg, 1960 bei den Salzburger Festspielen, 1964 in Schönbrunn und 1977 an der Volksoper Wien gespielt wurde.
1983 gaben Rudolph Angermüller und Wolfgang Rehm die Partitur im Rahmen der Neuen Mozart-Ausgabe heraus. Diese Fassung wurde im selben Jahr erstmals während der Salzburger Mozartwoche konzertant aufgeführt. 1985 wurde sie im Park Lane Theatre London gespielt, 1988 in Bern, 1989 in Lübeck und Hof sowie 1990 in Darmstadt in einer deutschen Übersetzung des Regisseurs Peter Brenner unter der musikalischen Leitung von Jun Märkl.
Eine Bearbeitung mit gesprochenen Dialogen von Volker Elis Pilgrim und Elke Neidhardt wurde 1993 im Studio der Kölner Oper gezeigt. 1997 gab es eine Aufführung bei den Musikfestspielen Potsdam Sanssouci.

## Aufnahmen
- 1956 – Bernhard Paumgartner (Dirigent), Mozarteumorchester Salzburg.
 George Maran (Fracasso), Dorothea Siebert (Rosina), Edith Oravez (Giacinta), Karin Küster (Ninetta), August Jaresch (Don Polidoro), Alois Pernerstorfer (Don Cassandro), Walter Rahninger (Simone).
 Studio-Aufnahme; gekürzt.
 Philips LP: 6747 388 (8 LPs).[13]:11415
- 16.–20. Januar 1983 – Leopold Hager (Dirigent), Mozarteumorchester Salzburg.
 Thomas Moser (Fracasso), Helen Donath (Rosina), Teresa Berganza (Giacinta), Jutta-Renate Ihloff (Ninetta), Anthony Rolfe Johnson (Don Polidoro), Robert Holl (Don Cassandro), Robert Lloyd (Simone).
 Studio-Aufnahme; vollständig; Opernwelt-CD-Tipp: „künstlerisch wertvoll“.
 Orfeo CD: C085 843F (3 CD), Brillant Classics 99726/3-5 (3 CD).[12][13]:11416
- November 1989 – Peter Schreier (Dirigent), Kammerorchester Carl Philipp Emanuel Bach.
 Hans Peter Blochwitz (Fracasso), Barbara Hendricks (Rosina), Ann Murray (Giacinta), Eva Lind (Ninetta), Douglas Johnson (Don Polidoro), Siegfried Lorenz (Don Cassandro), Andreas Schmidt (Simone).
 Studio-Aufnahme; Secco-Rezitative gekürzt.
 Philips 422 528-2 (2 CDs).[13]:11417
- 1991 – René Jacobs (Dirigent), Concerto Köln.
 Jörg Dürmüller (Fracasso), Lena Lootens (Rosina), Jennifer Larmore (Giacinta), Isabelle Poulenard (Ninetta), Guy de Mey (Don Polidoro), François Harismendy (Don Cassandro), Oliver Lallouette (Simone).
 Live aus Innsbruck; Secco-Rezitative gekürzt.[13]:11418
- 7. Mai 1995 – René Clemencic (Dirigent), Orchestra dell’Ente Lirico Arena di Verona.
 Paolo Barbacini (Fracasso), Regine Herrmann (Rosina), Francesca Provvisionato (Giacinta), Laura Cherici (Ninetta), Maurizio Dalena (Don Polidoro), Francesco Facini (Don Cassandro), Graziano Polidori (Simone).
 Live aus dem Teatro Filarmonico di Verona.
 ALD 3946 (CC).[14]
- 1. August 2006 – Michael Hofstetter (Dirigent), Joachim Schlömer (Inszenierung), Camerata Salzburg.
 Jeremy Ovenden (Fracasso), Malin Hartelius (Rosina), Marina Comparato (Giacinta), Silvia Moi (Ninetta), Matthias Klink (Don Polidoro), Josef Wagner (Don Cassandro), Miljenko Turk (Simone).
 Audio und Video; live aus Salzburg; stark gekürzt; Rezitative durch deutsche Zwischentexte von Joachim Schlömer und Bettina Auer ersetzt.
 Audio: Premiere Opera 2544-2 (2 CDs); Video: DGG/Decca 073 4221 (33 DVDs), DGG 073 4251 (1 DVD).[13]:11419
- 4.–5. Oktober 2006 – Fabrizio Dorsi (Dirigent), Orchestra Zanella del Conservatorio Nicolini.
 Leonardo Cortellazzi (Fracasso), Chishino Hirakawa (Rosina), Katarina Nikolic (Giacinta), Giovanna Beretta (Ninetta), Maurizio Minelli (Don Polidoro), Janson Valdis (Don Cassandro), Carlo Gabriele Nicolini (Simone).
 Vide; live aus dem Teatro Municipale di Piacenza.
 Bongiovanni AB 20008 (DVD).[15]